# Cratere Leonid
Leonid è un piccolo cratere lunare di 0,12 km situato nella parte nord-occidentale della faccia visibile della Luna.